# Black Veil Brides diskografi
Black Veil Brides diskografi består av tre studioalbum, två EP, sex singlar och sex musikvideor.

## Album

### Studioalbum
| År   | Album | Topplaceringar | Topplaceringar | Topplaceringar | Topplaceringar | Topplaceringar | Topplaceringar | Topplaceringar |
| År   | Album | US             | US Ind.        | US Rock        | US Hard Rock   | UK             | UK Rock        |                |
| ---- | --- | -------------- | -------------- | -------------- | -------------- | -------------- | -------------- | -------------- |
| 2010 | We Stitch These Wounds - Utgivet: 20 juli 2010 - Skivbolag: StandBy                                            | 36             | 1              | 10             | 3              | —              | 20             |                |
| 2011 | Set the World on Fire - Utgivet: 14 juni 2011 - Skivbolag: Lava                                                | 17             | —              | 3              | 2              | 54             | 4              |                |
| 2013 | Wretched and Divine: The Story of the Wild Ones - Utgivet: 8 januari 2013 - Skivbolag: Lava/Universal Republic | 7              | —              | 2              | 2              | 20             | 1              |                |
| 2014 | Black Veil Brides IV utgivet: 27 oktober 2014 skivbolag: lava/universal republic                               |                |                |                |                |                |                |                |

### EP
| År   | EP                                                                   |
| ---- | -------------------------------------------------------------------- |
| 2007 | Sex & Hollywood - Utgiven: 25 augusti 2005 - Skivbolag: Självutgiven |
| 2011 | Rebels - Utgiven: 13 december 2011 - Label: Universal Republic       |

## Singlar
| År   | Låt               | US Main. | Album                                           |
| ---- | ----------------- | -------- | ----------------------------------------------- |
| 2009 | "Knives and Pens" | —        | Sex & Hollywood (EP) (Never Give In Edition)    |
| 2010 | "Perfect Weapon"  | —        | We Stitch These Wounds                          |
| 2011 | "Fallen Angels"   | 36       | Set the World on Fire                           |
| 2011 | "The Legacy"      | 29       | Set the World on Fire                           |
| 2011 | "Rebel Love Song" | —        | Set the World on Fire                           |
| 2012 | "In the End"      | —        | Wretched and Divine: The Story of the Wild Ones |

### Andra listplacerade låtar
| År   | Låt                       | UK Rock | Album                                                            |
| ---- | ------------------------- | ------- | ---------------------------------------------------------------- |
| 2011 | "Unholy" (med Zakk Wylde) | 9       | Rebels                                                           |
| 2011 | "Rebel Yell"              | 8       | Rebels                                                           |
| 2011 | "Coffin"                  | 5       | Rebels                                                           |
| 2012 | "Unbroken"                | 18      | Avengers Assemble: Music from and Inspired by the Motion Picture |

## Musikvideor
| År   | Låt               | Regissör        |
| ---- | ----------------- | --------------- |
| 2009 | "Knives and Pens" | Patrick Fogarty |
| 2010 | "Perfect Weapon"  | Patrick Fogarty |
| 2011 | "Fallen Angels"   | Nathan Cox      |
| 2011 | "The Legacy"      | Patrick Fogarty |
| 2011 | "Rebel Love Song" | Patrick Fogarty |
| 2012 | "Coffin"          | Patrick Fogarty |